# Łuk dzienny
Łuk dzienny – droga ruchu Słońca oraz całego sklepienia niebieskiego za dnia, od momentu jego wschodu do zachodu. Pomijając roczny ruch Słońca po ekliptyce, łuk dzienny stanowi część równoleżnika niebieskiego.